# Baie de Corrientes
Pour les articles homonymes, voir Corrientes.
La baie de Corrientes (en espagnol : Bahía de Corrientes, littéralement « baie des courants ») est une étendue d'eau située au sud de la péninsule de Guanahacabibes, dans l'extrémité ouest de Cuba, dans la mer des Caraïbes. Elle est fermée au sud par le cap de Corrientes (en) et au nord par le cap San Antonio (à la pointe duquel se trouve le phare du cap San Antonio).
Toute sa côte fait partie du parc national de Guanahacabibes et de la réserve de biosphère du même nom.
Le site de María la Gorda se trouve sur sa côte.